# Alexandre (imperador)
Alexandre (em grego: Αλέξανδρος; romaniz.: Aléxandros), (ca. 870 — 913) era o terceiro filho do imperador Basílio I, o Macedônio e de Eudócia Ingerina. Ao contrário do seu irmão mais velho Leão VI, o Sábio, não se discute a sua paternidade entre Basílio I e Miguel III, o Ébrio porque já nasceu anos depois da morte deste último.
Alexandre foi elevado à dignidade imperial pelo seu pai em 879. Aquando da morte de Basílio I em 11 de Maio de 912, Alexandre sucedeu-lhe, partilhando o poder com o jovem filho de Leão VI, Constantino VII. Alexandre demitiu rapidamente a maior parte dos conselheiros e partidários de Leão, incluindo o almirante Himério, o patrício Eutímio e a imperatriz Zoé Carbonopsina. O patriarcado foi uma vez mais confiado a Nicolau I Místico. Durante o seu curto reinado, Alexandre foi atacado pelas forças de Almoctadir, do Califado Abássida, a oriente, e provocou uma guerra com Simeão da Bulgária por se ter recusado a mandar o tradicional tributo aquando da subida daquele ao trono. Alexandre morreu de exaustão depois de um jogo de pólo a 6 de junho de 913, cumprindo, diz-se, a profecia do seu irmão de que reinaria apenas durante 13 meses.
As fontes são uniformemente hostis a Alexandre, que é retratado como sendo preguiçoso, insidioso e malevolente, chegando até a falar de um rumor que corria de que o imperador pretendia castrar o jovem Constantino VII para afastá-lo do poder.